# Démocrate (MoDem et indépendants)
 Der er for få eller ingen kildehenvisninger i denne artikel, hvilket er et problem. Du kan hjælpe ved at angive troværdige kilder til de påstande, som fremføres i artiklen.

Group Démocrate (MoDem et indépendants), tidligere Groupe Mouvement démocrate (Modem) (bogstaveligt Gruppen den demokratiske bevægelse), er en midterorienteret gruppe i den franske Nationalforsamling. Gruppen blev gendannet efter parlamentsvalget i 2017, og dets leder er Marc Fesneau, der har været borgmester i Marchenoir (Loir-et-Cher) siden 2008, og som også har været partisekretær for Modem.

## Baggrund for gruppen
I april 2007 grundlagde François Bayrou partiet Demokratibevægelsen. I de følgende 10 år var Demokratibevægelsen én af Nationalforsamlingens små partier.
Ved primærvalget forud for præsidentvalget i 2017 støttede Modem uofficielt Alain Juppé. Det blev imidlertid François Fillon, der vandt Republikanernes primærvalg, og Modem valgte i stedet at støtte Emmanuel Macron, som ny fransk præsident.
Sidst i februar 2017 danner François Bayrous Demokratibevægelse en valgalliance med Emmanuel Macrons En Marche !. Valgalliancen betyder, at Moden undgår stemmespild, og at partiet ved parlamentsvalget i juni 2017 øger sit mandattal fra 2 til 42.
Den 15. maj 2017 danner Édouard Philippe sin første regering, der er præget af La République en marche !. Modem vælger at indtræde i Édouard Philippes koalitionsregeringer.

## Gruppens sammensætning i 2017
Gruppen den demokratiske bevægelse bestod af 42 af Nationalforsamlingens 577 medlemmer. Gruppen deltog i Édouard Philippes koalitionsregeringer.

## Gruppens sammensætning i 2022
Efter valget i 2022 har gruppen 48 medlemmer. Tre af medlemmerne kommer fra LREM, mens resten er fra MoDem.